# Potoooooooo
Potoooooooo o Pot-8-Os fue un caballo de carrera purasangre, nacido en 1773 y muerto en 1800, que ganó una treintena de carreras antes de convertirse en semental.

## Orígenes
Potoooooooo (también denominado Pot-8-Os, Pot8Os, Pot8O's o Pot 8 Os (pronunciado pot-eight-os, que suena parecido a potatoes ("papas/patatas"), según varias fuentes) fue un potro castaño criado por Willoughby Bertie, cuarto conde de Abingdon, en 1773. Fue engendrado por el invicto Eclipse. Fue el primer hijo de Sportsmistress, que fue hija de Warren's Sportsman y descendiente de Thwaites' Dun Mare.
El origen de su nombre tiene distintas teorías. De acuerdo a la más común, Abingdon quería llamar a su potrillo "Potato" ("Papa") y le pidió al muchacho de su establo que escribiera su nombre en un contenedor de comida. El joven, sin embargo, escribió su nombre como "Potoooooooo" ("Pot" seguido de ocho letras "o"; un intento fallido de escribir la palabra fonéticamente), que divirtió tanto a Abingdon que adoptó así su nombre. Otros autores han usado una variedad de denominaciones que reflejan la pronunciación deseada, esto es, "Potatoes". En la base de datos en línea de The Jockey Club, el nombre es escrito como Pot8O's. El General Stud Book usa la denominación Potoooooooo.

## Carreras
Potoooooooo compitió entre 1776 y 1783, logrando entre 28 y 34 victorias sobre un total estimado de cuarenta participaciones.